# 汉堡达姆门车站
漢堡達姆托爾車站（德語：Bahnhof Hamburg Dammtor）是位於德國漢堡的一座火車站，和漢堡火車總站及漢堡-阿爾托納車站並為漢堡市中心的三座主要火車站。車站的名稱來自於19世紀之前曾存在在車站附近的城門。車站開業於1866年。現在的車站開幕於1903年7月7日，地址也和1866年的車站相比略有變動。1999年至2002年期間，車站進行了大規模翻新。